# Csikéria
Csikéria este un sat în districtul Bácsalmás, județul Bács-Kiskun, Ungaria, având o populație de 934 de locuitori (2011). 

## Demografie
Componența etnică a satului Csikéria
     Maghiari (79,28%)
     Croați (10,87%)
     Germani (9,33%)
     Sârbi (0,51%)
Componența confesională a satului Csikéria
     Romano-catolici (56,53%)
     Fără religie (4,6%)
     Reformați (3,53%)
     Necunoscută (34,8%)
     Atei (0,54%)
     Alte religii (0,96%)
Conform recensământului din 2011, satul Csikéria avea 934 de locuitori. Din punct de vedere etnic, majoritatea locuitorilor (79,28%) erau maghiari, existând și minorități de croați (10,87%) și germani (9,33%).  Din punct de vedere confesional, majoritatea locuitorilor (56,53%) erau romano-catolici, existând și minorități de persoane fără religie (4,6%) și reformați (3,53%). Pentru 34,8% din locuitori nu este cunoscută apartenența confesională.